# Aldebaran (micro-lanceur)
Pour les articles homonymes, voir Aldébaran (homonymie).

Logo du projet.

Aldebaran est une étude initiée dans la seconde moitié des années 2000 par le Centre National d’Études Spatiales CNES, l'agence spatiale espagnole CDTI et l'institut allemand DLR, dédiée à la définition d'un démonstrateur d'un lanceur aéroporté permettant la mise en orbite de micro satellites.
Les sociétés EADS Astrium et CASA, Dassault, Snecma, SPS, SME et Bertin sont également impliquées. 

## Contexte
Le concept de micro-lanceurs aéroportés (MLA) n’est pas nouveau, que ce soit aux États-Unis (projets Notsnic, ASAT et Pegasus), en Russie (Kontact) et même en France (Eclat et Milan).

Le marché des microsatellites se développe. 

« Dans le monde, les nations désireuses de moyens d’observation à bas coûts sont nombreuses. Pour certaines, comme le Nigéria ou la Bolivie, on se tourne vers des puissances spatiales comme la Chine pour lancer des satellites low-cost mais à des prix acceptables. Les contreparties sont parfois importantes et il est parfois difficile pour ces pays de justifier de telles dépenses, mais les Chinois accroissent leur influence avec succès.
On comprend alors aisément que ces États soient intéressés par la montée en puissance des microsatellites. Même si ces derniers sont moins performants et ont une durée de vie moins importante que les gros satellites, leurs prix font la différence. En dessous de 100 kg, un microsatellite coûte entre 300 000 € et 8 M€. On peut aussi s’offrir un minisatellite (entre 100 et 500 kg) pour un montant compris entre 10 et 40 M€. »

## Objectifs
Le but principal de l'étude Aldebaran est de :
- fédérer des activités qui sont pour le moment dispersées,
- tester l'utilité d'un nouveau concept sur une échelle de temps ‘raisonnable’ et
- développer des aptitudes (méthodes, concepts, technologies, opérations).

Aldebaran pourrait être intégré dans les activités européennes à mener dans la période [2010, 2015+] pour préparer les « Lanceurs de Nouvelle Génération » (FLPP et autres).
Aldebaran n'est pas un projet commercial, 
- le but premier est centré sur les technologies, sur un banc de test en vol,
- mais un but secondaire pourrait être d'en déduire un système opérationnel pour :
  - réaliser des missions de lancement pour des satellites qui ne sont pas bien pris en charge par les performances/coûts des lanceurs actuels.
  - couvrir des lancements de défense

L'investissement du projet doit rester « raisonnable » ; autrement dit, la taille autorisée de l'engin spatial doit rester au maximum compatible avec le lancement de microsatellites.

## MLA, Micro Lanceur Aéroporté
L'étude dans ses phases antérieures a retenu un premier concept, celui de « Micro Lanceur Aéroporté » (MLA), utilisant un avion de chasse, dans un vol subsonique, et à fort angle d'incidence au moment de la séparation. C'est le plus petit système identifié comme capable d'atteindre une orbite spatiale grâce à un avion (à l'échelle humaine).
Tableau des avions potentiels pour servir de MLA en Europe :
| Avion                 | Charge utile max. (avec le plein de kérosène) | avec réservoir à moitié plein |
| --------------------- | --------------------------------------------- | ----------------------------- |
| Rafale M (Marine)     | > 9.5 t                                       | 12 t                          |
| Eurofighter Typhoon   | > 7.5 t                                       | 10 t                          |
| Gripen                | 3.6 t                                         |                               |
| Tornado               | 9 t                                           |                               |
| F/A-18 E Super Hornet | > 8.0 t                                       |                               |
| F-4                   | 7.3 t                                         | 9 t                           |
| Mig-31 (Mig-25)       | >> 10 t                                       |                               |

Le Mig-31, non disponible en Europe, « était bien sûr meilleur dans bien des domaines […] mais malgré sa relative petite taille, le Rafale offre un volume intéressant et une puissance supérieure, comparée au Mirage IV » qui avait fait l'objet d'études antérieures (CNES-Dassault).
Du fait de la différence d'architecture des deux avions (Rafale et Eurofighter Typhoon), l'engin MLA-D est attaché :
- sous le fuselage, dans le cas du Rafale
- sous l'aile, dans le cas du Typhoon Eurofighter[4]

## Monocorps ou Tri-corps?
D’un point de vue technique, deux options ont été identifiées, pour un Rafale opérationnel :
- utiliser l'avion de chasse et son point d’emport habituel. Un lanceur monocorps permettrait de placer sur orbite des charges allant jusqu’à 50 kg.
- tirer pleinement parti de la capacité d’emport de l’appareil (jusqu'à 12 tonnes, voir tableau précédent), pour placer des satellites de classe Myriade de 150 kg. Une configuration tricorps est donc envisagée, le corps central étant alors complété par deux corps latéraux servant à la propulsion (à propergol solide)[2].

## Exemples avec le Trimaran
Exemples de satellites, dimensions :
- Parasol (classe des satellites Myriade, 120 kg) ; 1,8 m (L) × 0,94 m (H) × 1,5 m
- Taranis (dérivé de Myriade, 180 kg); 1,8 m (L) × 1,05 m (H) × 1,5 m

Volume choisi : 1,8 m (L) × 1,05 m (H) × 1,5 m (D), compatible avec le satellite Picard mis sur orbite (volume max. de Myriade, 150 kg)
Exemple de variantes MLA :
- MLA «12t», lanceur 12 t ; Standard (Carburant solide avec HMX) ; Etage supérieur basé sur Sybil ; performance maximale = 180 kg

Version Trimaran, avec des technologies standard :
- SSO 800 km/98.6° : 156 kg
- SSO 268 km/96.5° : 189 kg
- EQU 268 km/0° : 268 kg[9]